# Центральний (бахш, шагрестан Амоль)
Центральний (перс. مرکزی) — бахш в Ірані, в шагрестані Амоль остану Мазендеран. За даними перепису 2006 року, його населення становило 260971 особу, які проживали у складі 71432 сімей.

## Дегестани
До складу бахша входять такі дегестани:
- Бала-Хіябан-е Літкух
- Газарпей-є Джонубі
- Паїн-Хіябан-е Літкух
- Челав